# لوئیس دارک
لوئیس دارک (انگلیسی: Lewis Dark؛ زادهٔ ۱۱ آوریل ۱۹۸۹) بازیکن فوتبال اهل بریتانیا است.
از باشگاه‌هایی که در آن بازی کرده‌است می‌توان به باشگاه فوتبال استانستد، باشگاه فوتبال کراولی تاون، باشگاه فوتبال تامسمید تاون، باشگاه فوتبال ویونهوئه تاون، باشگاه فوتبال ویتام تاون، باشگاه فوتبال ردبریج، باشگاه فوتبال وی‌سی‌دی اتلتیک، باشگاه فوتبال هیبریج، باشگاه فوتبال برنتفورد، باشگاه فوتبال رامزگیت، باشگاه فوتبال فارن‌بورو، باشگاه فوتبال مالدون و تیپتری، و باشگاه فوتبال گرایس اتلتیک اشاره کرد.